# 黄金庭院：冬日里的新年愿望
黄金庭院：冬日里的新年愿望（日语：黄金の庭園：冬に積もる新年の願い）是由中國大陸遊戲製作商米哈遊與中國大陸動畫製作公司画枚动画出品的短篇動畫，作品中角色主要來自遊戲《崩壞3》中的「逐火十三英桀」組織。

## 製作人員
出品：miHoYo
導演：佳菲
角色設計: 莊君達、盛世傑、Quiescence
作畫監督：SMDK、春子、容洪
音響監督：郭川
音響製作：Alice工坊
配音導演：Mace
錄音：傅神恩
混音：郭川
動畫製作：画枚动画

## 音樂
中文版片頭曲《黄金庭院》
演唱：宴宁
作詞：hanser
作曲：姜鹏、陈永辉
编曲、混音、制作人：姜鹏
日文版片頭曲《黄金の庭园》
演唱：井上麻里奈
作词：hanser
作曲：姜鹏、陈永辉
编曲、混音、制作人：姜鹏
歌词翻译：白滨由梨、井上拓郎
片尾曲《Sunrise》
作曲、編曲、混音、制作人：姜鹏

## 各話列表
| 集數 | 標題                 | 首播日期      |
| ---- | -------------------- | ------------- |
| 上集 | 黄金庭院的餐桌……呢？ | 2023年1月20日 |
| 下集 | 风平浪静的夜晚……吗？ | 2023年1月21日 |